# 関市総合福祉会館
関市総合福祉会館（せきしそうごうふくしかいかん）とは、岐阜県関市にある公共施設（福祉施設）。
関市生涯学習拠点施設「わかくさ・プラザ」の施設の一つ。わかくさ・プラザは学習情報館、総合福祉会館、総合体育館の3施設からなる複合施設。

## 概要
市民の福祉増進、市民生活の向上を図ることを目的とした施設であり、主に児童、高齢者、障害者のための施設である。1999年（平成11年）に開館。

## 施設概要
1階
- 託児ルーム「あゆっこ」
- わかくさ児童センター
- 中央第1地域包括支援センター
- 障がい者福祉センター・障がい者ジョブアシストわくわく

2階
- 社会福祉法人 関市社会福祉協議会
- わかくさ介護ステーションせき・介護予防センター

3階
- 軽スポーツ室
- 会議室（1-3）
- 和室（1-3）
- 創作活動室

4階
- 老人福祉センター

## 利用案内
ここではわかくさ・プラザについて記述する。総合福祉会館内の各施設（わかくさ児童センター、託児ルーム、老人福祉センター、障がい者福祉センターなど）はそれぞれ異なる。
- 利用時間：　9:00～21:30
- 休館日：月曜日（休日を除く）、年末年始（12月29日～1月3日）

## 交通アクセス
- 長良川鉄道越美南線「関市役所前駅」下車、徒歩で約10分。
- 関シティバス「わかくさプラザ」バス停より徒歩ですぐ。
- 岐阜バス：岐阜関線「関シティターミナル」バス停より徒歩で約12分。
  - 名鉄岐阜駅（岐阜バスターミナル）、JR岐阜駅（JR岐阜駅バスターミナル）より【B81】「せき東山」、【B83】「岐阜医療科学大学」行きに乗車。
- 名鉄バス・岐阜バス：高速美濃・関 - 名古屋線「関市役所・わかくさプラザ」バス停より徒歩ですぐ。
  - 名鉄バスセンターより「中濃庁舎」行きに乗車。※ 往路のみ。中濃庁舎発は経由しない。